# Difluoruro de radón
El difluoruro del radón es un derivado del radón (gas noble), de fórmula química RnF2. El radón reacciona fácilmente con flúor para formar un compuesto sólido, pero volátil e inestable. Cuando su composición exacta era incierta se lo conocía como fluoruro de radón.
Aunque el fluoruro de radón no tiene un uso práctico conocido, ha sido sintetizado por varios laboratorios, en afán de demostrar la capacidad de los gases nobles de formar compuestos.
Cabe recordar que todo compuesto basado en radón, está limitado por la vida media del mismo, dado que es altamente radiactivo (su isótopo de más larga duración, posee una vida media de 91 horas 40 minutos y 48 segundos).